# Ломко, Яков Алексеевич
Яков Алексеевич Ломко (13 ноября 1917, Юзовка, УНР — 28 января 2018, Москва, Россия) — советский и российский общественный деятель, журналист, глава объединённой редакции газеты «Московские новости» (1960—1980), участник Великой Отечественной войны. Заслуженный работник культуры РСФСР (1974).

## Биография
Окончил с отличием физический факультет Ленинградского государственного университета.
В 1940 был призван в авиационные части РККА. Прошёл войну от первого до последнего дня. Осенью 1941 стал начальником синоптической группы при штабе новообразованной 26-й бомбардировочной авиадивизии.
В марте 1942 был переведён в только что сформированную 1-ю авиадивизию дальнего действия, полки которой базировались на аэродромах Московской области. Яков Ломко летал на боевые задания в период Сталинградской операции, участвовал в освобождении Ленинграда и Украины, в форсировании Днепра, освобождении Белоруссии, Литвы, Польши, в боях за Кёнигсберг и Берлин.
К концу войны имел звание инженер-капитана, после освобождения Польши работал там на должности начальника синоптической службы дивизии бомбардировщиков дальнего действия.
Ещё во время войны Яков Ломко полгода проработал в военной газете. В 1946 году был рекомендован на учёбу в Высшую дипломатическую школу МИД СССР и по окончании в 1948 году распределён на работу в Совинформбюро, где работал редактором, политическим обозревателем, начальником отдела и главной редакции, заместителем начальника Совинформбюро.
В 1960 Яков Ломко возглавил объединённую редакцию газет «The Moscow News» и «Les Nouvelles de Moscou», а также журналов «Культура и жизнь» и «Век XX и мир». Проработал на этом посту до 1980 года. За первое десятилетие работы Ломко главным редактором «Московских новостей» суммарный тираж разноязычных изданий газеты перевалил за отметку 650 тысяч экземпляров. Также в этот период появились испано- и арабоязычная версии издания.
В 1980—1983 Яков Ломко работал первым заместителем председателя Союза журналистов СССР. При нём впервые был организован и проведен творческий пленум «Задачи советской публицистики», по итогам которого была выпущена книга «Горизонты советской публицистики».

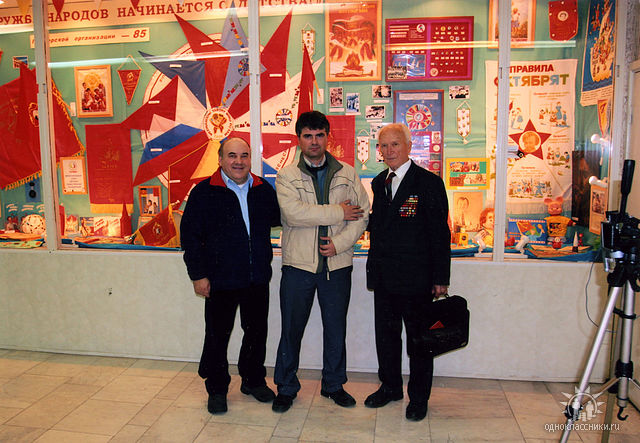
В РУДН. С ветеранами пионерского и комсомольского движения

С 1989 работал в Российском университете дружбы народов, профессор кафедры массовых коммуникаций Филологического факультета РУДН. С 2002 преподавал на кафедре информационного обеспечения (до сентября 2009 — кафедра журналистики) Военного университета.
Скончался 28 января 2018 года в Москве. Похоронен на Востряковском кладбище в Москве.

## Награды
- Орден Отечественной войны 2-й степени (приказ ВС 18 ВА ВВС №: 180/н от: 20.07.1945)[2]
- Орден Красной Звезды (приказ по адд №: 279/н от: 20.05.1944)[3]
- Орден Отечественной войны 2-й степени (1985)[4]
- Медаль «За оборону Сталинграда»[5];
- Медаль «За оборону Москвы»[6];
- Медаль «За оборону Ленинграда»[7];
- Медаль «За взятие Берлина»[8];
- Медаль «За победу над Германией в Великой Отечественной войне 1941—1945 гг»;
- Орден «Знак Почета»;
- Орден Трудового Красного Знамени;
- Орден Трудового Красного Знамени;
- Орден «Дружбы народов»
- Заслуженный работник культуры РСФСР (9 декабря 1974)[9]